# Китайско-ливийские отношения
Китайско-ливийские отношения — двусторонние дипломатические отношения между Китаем и Ливией. Страны установили их в августе 1978 года.

## Экономические отношения
За первые 8 месяцев 2012 года Ливия была пятым крупнейшим торговым партнёром Китая в Африке.

## Военные отношения
В 1970 году лидер Ливии Муаммар Каддафи и премьер-министр Ливии Абдель Салам Джеллуд предприняли безуспешную попытку убедить Китай продать Ливии тактическое ядерное оружие. На двусторонней встрече с премьер-министром КНР Чжоу Эньлаем Каддафи безуспешно пытался продать ядерную бомбу. Следователи обнаружили, что образцы ядерного оружия, полученные Ливией через пакистанскую сеть контрабандистов, происходят из Китая.
5 сентября 2012 года официальный представитель Переходного национального совета Ливии Абдулрахман Бусин заявил, что у ПНС есть веские доказательства того, что Каддафи покупал оружие у Китая. Пресс-секретарь министерства иностранных дел Китая Цзян Ю подтвердила переговоры о продаже оружия с силами Каддафи, однако поставки оружия не поступали.

## Финансирования Китая в Ливию
С 2000 по 2012 год в различных СМИ было выявлено три китайских проекта официального финансирования развития в Ливии. Это три партии материалов гуманитарной помощи в 2011 году, в 2009 году меморандум о взаимопонимании по инвестиционному сотрудничеству в сферах транспорта, сельского хозяйства, ирригации, рыболовства и текстильной промышленности, а также кредит под низкий процент в размере 300 миллионов долларов США Network для ливийской телекоммуникационной компании LAP Green.